# Drillia amblytera
Drillia amblytera är en snäckart som först beskrevs av Bush 1893.  Drillia amblytera ingår i släktet Drillia och familjen Drilliidae. Inga underarter finns listade i Catalogue of Life.